# Serce lwa
Serce lwa (fiń. Leijonasydän) – fińsko-szwedzki dramat filmowy z 2013 roku w reżyserii Dome Karukoskiego.

## Fabuła
Film przedstawia historię młodego neonazisty Teppo, który po opuszczeniu więzienia zakochuje się w Sari, wychowującej samotnie syna Rhamadhaniego. Rhamadhani jest mulatem i muzułmaninem. Sytuacja staje się skomplikowana, gdy o pasierbie dowiaduje się przyrodni brat Teppo Harri.

## Obsada
- Peter Franzén jako Teppo
- Laura Birn jako Sari
- Jasper Pääkkönen jako Harri
- Yusufa Sidibeh jako Rhamadhani
- Jussi Vatanen jako Kulmala
- Timo Lavikainen jako Olli
- Pamela Tola jako Tölli
- Mikko Neuvonen jako Daniel
- Niko Vakkuri jako Reko
- Jani Toivola jako Salif
- Stan Saanila jako Rämö
- Juha Pursiainen jako ojciec ucznia